# فنجاني لحوي
فنجاني لحوي (الاسم العلمي: Peziza barbata) هو نوع من الفطريات يتبع جنس الفنجاني من فصيلة الفنجانية.